# اوران (نیویورک)
اوران (به انگلیسی: Oran) یک منطقهٔ مسکونی در ایالات متحده آمریکا است که در شهرستان اونانداگا، نیویورک واقع شده‌است.